# John Gallagher
Pour les articles homonymes, voir Gallagher.
Pas d'image ? Cliquez ici

a Compétitions nationales et continentales officielles uniquement.

b Matchs officiels uniquement.
Dernière mise à jour le 15 octobre 2013.
John Anthony Gallagher, né le 29 janvier 1964 à Londres, est un joueur international néo-zélandais de rugby à XV, ayant évolué au poste d'arrière.
Sélectionné à 41 reprises (dont 18 officielles) de 1986 à 1989 pour 13 essais, il est champion du monde en 1987.
Son fils, Matt Gallagher, est un joueur international italien de rugby à XV.

## Biographie
Né à Londres de parents d'origine irlandaise, Gallagher s'établit en Nouvelle-Zélande, et après seulement trois saisons, fait ses débuts avec les All Blacks en octobre 1986 contre une sélection française à Strasbourg. C’est le deuxième Britannique, après Jamie Salmon, à faire partie des All Blacks. Toujours en 1986, il remporte le titre de champion des provinces avec Wellington (185 points marqués en saison).
Gallagher remporte la Coupe du monde 1987 (cinq matches joués, dont la finale contre l'équipe de France). Il  marque quatre essais contre les Fidjiens, un record pour les All Blacks. Il fait des tournées au Japon (1987), en Australie (1988), au pays de Galles et en Irlande (1989). En 1988, il marque 13 essais en 18 matches avec les Blacks.
En 1990, après avoir joué 88 matches pour Wellington et 41 pour les Blacks, il part soudain pour l’Angleterre afin de jouer au Rugby à XIII. Comme d'autres joueurs à la même époque, il souhaite faire une carrière professionnelle.

## Palmarès
- Vainqueur de la Coupe du monde 1987

## Statistiques

### En équipe nationale
De 1987 à 1989, John Gallagher compte 18 sélections avec les All-Blacks, inscrivant 52 points. Avec les Kiwis, il dispute une Coupe du monde en 1987.